# Aristelliger
Aristelliger é um género de répteis escamados da família Sphaerodactylidae. Este género contém espécies nocturnas e arborícolas que podem ser encontradas essencialmente nas Caraíbas.

## Espécies
- Aristelliger barbouri
- Aristelliger cochranae
- Aristelliger expectatus
- Aristelliger georgeensis
- Aristelliger hechti
- Aristelliger lar
- Aristelliger praesignis